# Ropalodontus novorossicus
Ropalodontus novorossicus es una especie de coleóptero de la familia Ciidae.

## Distribución geográfica
Habita en Rusia.